# Neoch
Neoch, auch Kuop, früher Royalist Atoll, ist ein Atoll des mikronesischen Bundesstaates Chuuk in unmittelbarer Nähe des zentralen Hauptatolls Chuuk.

## Geographie
Neoch liegt weniger als drei Kilometer südöstlich der Inseln Ocha und Meseong des südlichen Riffkranzes von Chuuk und ist von diesen durch den tiefen Mochun Nenno getrennt, der durch starke Strömung gekennzeichnet ist. Das unbewohnte Atoll hat eine rechteckige Form und vier kleine Inseln, die verstreut auf dem Kranz des Korallenriffs liegen und die zusammengenommen eine Landfläche von 49 Hektar aufweisen. Die Hauptinsel Givry (Feneppi) liegt in der „Nordecke“ des Atolls.
Die bis zu 46 Meter tiefe Lagune hat eine Fläche von über 90 km². In der Mitte der Südostflanke führt eine tiefe, 270 Meter schmale Passage für kleinere Schiffe in die Lagune.

## Inseln
| Insel         | (Name)  | Fläche (ha) | Lage          | Koordinaten                       |
| ------------- | ------- | ----------- | ------------- | --------------------------------- |
| Givry         | Feneppi | 28,5        | Nordspitze    | 07° 06′ 40,0″ N, 151° 52′ 26,0″ O |
| Fonouk        | Fononuk | 0,5         | Nordostflanke | 07° 04′ 08,0″ N, 151° 55′ 38,0″ O |
| Fanaik        | Fanadik | 4           | Südostspitze  | 07° 00′ 19,0″ N, 151° 59′ 11,0″ O |
| Ipis          | Epis    | 16          | Südspitze     | 06° 59′ 12,0″ N, 151° 58′ 06,0″ O |
| Neoch (Atoll) | Kuop    | 49          | Saumriff      | 07° 03′ 00,0″ N, 151° 55′ 07,0″ O |

## Verwaltung
Neoch ist, wie einige Motus entlang des Südostrandes des Chuuk-Atolls (Ocha, Mutukun, Meseong, Fonuenipim, Wisas, Wininen, Fanan, Pones, Nachu, Uput, Sanat und Feinif), Teil der Gemeinde Uman, deren Sitz auf der gleichnamigen Insel in der Lagune von Chuuk liegt, und damit Teil der Inselregion Southern Namoneas.